# エリック・タピー
エリック・タピー（Éric Tappy、1931年5月19日 - 2024年6月11日）は、スイスのテノール歌手。

## 生涯
ローザンヌの出身。1951年から1958年までジュネーヴ音楽院でフェルナンド・カルピに声楽を学ぶ。その後、ザルツブルクでエルンスト・ライヒャルト、ヒルフェルスムでエヴァ・リーベンベルクの各氏の指導を受けた。1959年にストラスブールに於けるヨハン・ゼバスティアン・バッハのマタイ受難曲の上演で福音史家役を歌って歌手デビューを飾った。1974年にはコヴェントガーデン王立歌劇場とサンフランシスコ歌劇場に登場して、イギリス・デビューとアメリカ・デビューのそれぞれを飾った。1982年に引退。
2024年6月11日に死去。93歳没。